# Makroregija
Makroregija, velika geografska homogena cjelina koju odlikuju zajedničke značajke (klimatske, privredne i dr.). Suprotno: mikroregija.